# La Griffe
Pour l’article ayant un titre homophone, voir La Gryffe.
Pour le bulletin trimestriel, voir Alliance générale contre le racisme et pour le respect de l'identité française et chrétienne#Organisation.
Pour plus de détails, voir Fiche technique et Distribution.
La Griffe (The Double Man) est un film britannique réalisé par Franklin J. Schaffner, sorti en 1967.

## Synopsis
Dan Slater (Yul Brynner) est un agent de la CIA qui enquête sur l'« accident » mortel de son fils, survenu dans les Alpes autrichiennes. Basé à Washington, il se rend sur place pour les obsèques et tombe dans un piège monté par les services secrets est-allemands qui veulent le remplacer par un sosie, Kalmar.

## Fiche technique
- Titre français : La Griffe
- Titre original : The Double Man
- Réalisation : Franklin J. Schaffner
- Scénario : Frank Tarloff et Alfred Hayes, d'après le roman d'Henry S. Maxfield, « Legacy of a Spy »
- Photographie : Denys N. Coop
- Musique : Ernie Freeman
- Montage : Richard Best
- Production : Hal E. Chester
- Société de production : Albion Film Corp
- Société de production : Warner Bros.
- Pays :  Royaume-Uni
- Langues : Anglais, Allemand
- Format : Couleur - Mono - 35 mm - 1.85:1
- Durée : 105 minutes
- Genre : Thriller, Film d'espionnage
- Affiche : Jean Mascii (France)

## Distribution
- Yul Brynner (VF : Georges Aminel) : Dan Slater / Kalmar
- Britt Ekland (VF : Michèle Bardollet) : Gina
- Clive Revill (VF : Marc Cassot) : Frank Wheatley
- Anton Diffring (VF : Jean Berger) : Colonel Berthold
- Moira Lister (VF : Nicole Vervil) : Charlotte Carrington
- Lloyd Nolan : W.E. Edwards
- David Bauer (en) (VF : Jean-Henri Chambois) : Andrew Miller
- David Healy (VF : Henri Poirier) : Halstead
- George Mikell : Max Gruner
- Brandon Brady (VF : Denis Savignat) : Gregori
- Julia Arnall (VF : Perrette Pradier) : Anna Wheatley
- Ronald Radd : le général
- Kenneth J.Warren : le chef de la police
- Carl Jaffe : le chirurgien de la police
- Douglas Muir : Wilfred
- Frederick Schiller : le vendeur de billets
- Ernst Walder : Frischauer